# Виконт Оксфьюрд
Виконт Оксфьюрд (англ. Viscount of Oxfuird) — аристократический титул в системе Пэрства Шотландии.

## История
Титул виконта Оксфьюрда был создан 19 апреля 1651 года для сэра Джеймса Макгилла, 1-го баронета (ум. 1663) вместе с дочерним титулом  лорда Макгилла из Каусленда (Пэрство Шотландии). 19 июля 1625 году он уже получил титул баронета из Макгилла (Баронетство Новой Шотландии).
Ему наследовал его второй сын от второго брака, Роберт Макгилл, 2-й виконт Оксфьюрд (1651—1705). Его единственный сын, Джордж Макгилл, мастер Оксфьюрд (1676—1701), скончался при жизни отца.
В 1705 году виконтство перешло к Дэвиду Макгиллу, де-юре 3-му виконту Оксфьюрду (ум. 1717). Он был старшим сыном сэра Джеймса Макгилла (ум. 1661), внуком сэра Джеймса Макгилла (ум. 1579), двоюродного деда 1-го виконта Оксфьюрда. Его сын, Джеймс Макгилл, де-юре 4-й виконт Оксфьюрд (ум. 1747), безуспешно пытался доказать свои претензии на виконтство. После смерти 4-го виконта титул унаследовал его родственник, Джон Макгилл, де-юре 5-й виконт Оксфьюрд (1676—1762). Он был сыном Артура Макгилла (1652—1725) и внуком преподобного Джона Макгилла (ум. 1673), третьего сына вышеупомянутого сэра Джеймса Макгилла (ум. 1661). Его младший сын, Джордж Макгилл, де-юре 7-й виконт Оксфьюрд (1723—1797), участвовал в якобитском восстании принца Чарльза Стюарта, был лишен титула и владений, но позднее помилован. Его правнук, Джон Макгилл, де-юре 10-й виконт Оксфьюрд (1836—1906), возобновил претензии на титулы баронета, лорда и виконта. Вскоре после его смерти в 1906 году Палата лордов Великобритании решила вопрос в его пользу, признав за ним титул баронета из Макгилла, но титулы виконта и лорда продолжали бездействовать. Его сын, Джордж Макгилл, де-юре 11-й виконт Оксфьюрд (1868—1926), был признан 11-м баронетом из Макгилла. Он продолжал ходатайствовать о признании за ним титулов виконта и лорда.
В 1977 году комитет по привилегиям Палаты лордов Великобритании признал его сына Джона Макгилла, 12-го баронета из Макгилла (1899—1986), в качестве 12-го виконта Оксфьюрда. Его племянник, Джордж Хаббард Макгилл, 13-й виконт Оксфьюрд (1934—2003), был вице-спикером Палаты лордов и одни из 90 избранных наследственных пэров, сохранивших свои места в Палате лордов после принятия Палатой лордов акта о пэрах в 1999 году. Ему наследовал его старший сын-близнец, Иэн Александр Артур Макгилл, 14-й виконт Оксфьюрд (род. 1969), нынешний владелец титулов.
Родовая резиденция — Замок Оксенфорд в Мидлотиане, построенный Макгиллами в 16 веке.
Виконты Оксфьюрд являются наследственными вождями клана Макгилл.

## Виконты Оксфьюрд (1651)
- 1651—1663: Джеймс Макгилл, 1-й виконт Оксфьюрд (ум. 5 мая 1663), старший сын сэра Дэвида Макгилла (ум. 1607) и Мэри Синклер (ум. 1606)
- 1663—1706: Роберт Макгилл, 2-й виконт Оксфьюрд (20 мая 1651 — декабрь 1706), второй сын предыдущего от второго брака с Кристиан Ливингстон (ум. 1664)
- 1706—1717: Дэвид Макгилл, де-юре 3-й виконт Оксфьюрд (ум. декабрь 1717), старший сын сэра Джеймса Макгилла (ум. 1699), внук сэра Дэвида Макгилла и правнук сэра Джеймса Макгилла (1576—1661)
- 1717—1747: Джеймс Макгилл, де-юре 4-й виконт Оксфьюрд (ум. до 26 сентября 1747), старший сын предыдущего
- 1747—1762: Джон Макгилл, де-юре 5-й виконт Оксфьюрд (13 июня 1676 — 19 апреля 1762), сын Артура Макгилла (1652—1725), внук преподобного Джона Макгилла (ум. 1673), сына Джеймса Макгилла (1576—1661)
- 1762—1777: Артур Макгилл, де-юре 6-й виконт Оксфьюрд (18 мая 1709 — декабрь 1777), старший сын предыдущего
- 1777—1797: Джордж Макгилл, де-юре 7-й виконт Оксфьюрд (6 сентября 1723 — 26 августа 1797), младший брат предыдущего
- 1797—1817: Джон Макгилл, де-юре 8-й виконт Оксфьюрд (16 ноября 1790 — 3 мая 1817), единственный сын предыдущего
- 1817—1878: Джордж Макгилл, де-юре 9-й виконт Оксфьюрд (23 декабря 1812 — 21 сентября 1878), старший сын предыдущего
- 1878—1906: Джон Макгилл, де-юре 10-й виконт Оксфьюрд (6 февраля 1836 — 14 ноября 1906), младший (третий) сын предыдущего
- 1906—1926: Джордж Макгилл, де-юре 11-й виконт Оксфьюрд, 11-й баронет (24 декабря 1868 — 17 октября 1926), старший сын предыдущего. Утвержден в титуле 11-го баронета из Макгилла в 1906 году.
- 1926—1986: Джон Дональд Артур Александр Макгилл, 12-й виконт Оксфьюрд (31 декабря 1899 — 24 января 1986), старший сын предыдущего. В 1977 году признан Палатой лордов в качестве 12-го виконта Оксфьюрда.
- 1986—2003: Джордж Хаббард Макгилл, 13-й виконт Оксфьюрд (7 января 1934 — 3 января 2003), единственный сын Ричарда Джеймса Роберта Холдейна Макгилла (1907—1948), внук 11-го виконта Оксфьюрда
- 2003 — настоящее время: Иэн Александр Артур Макгилл, 14-й виконт Оксфьюрд (род. 14 октября 1969), второй сын предыдущего от первого брака
  - Наследник: Достопочтенный Макс Джордж Сэмюэль Макгилл (род. 24 августа 2012), единственный сын предыдущего.